# سینما پارس
سینما پارس (نام پیشین: سینما اونیورسال) از سینما‌های تهران است. این سینما در سال ۱۳۴۲ با مساحت ۱۵۰۰ متر مربع و دو سالن بزرگ به گنجایش ۴۰۰ و ۳۷۰، با مدیریت اسماعیل کوشان و زیر نظر یک مهندس روس ساخته شد. این سینما دارای درجه کیفی «ممتاز» می‌باشد. سینما پارس در ضلع جنوب غربی میدان انقلاب و در مجاورت سینما مرکزی قرار دارد.

## نگارخانه

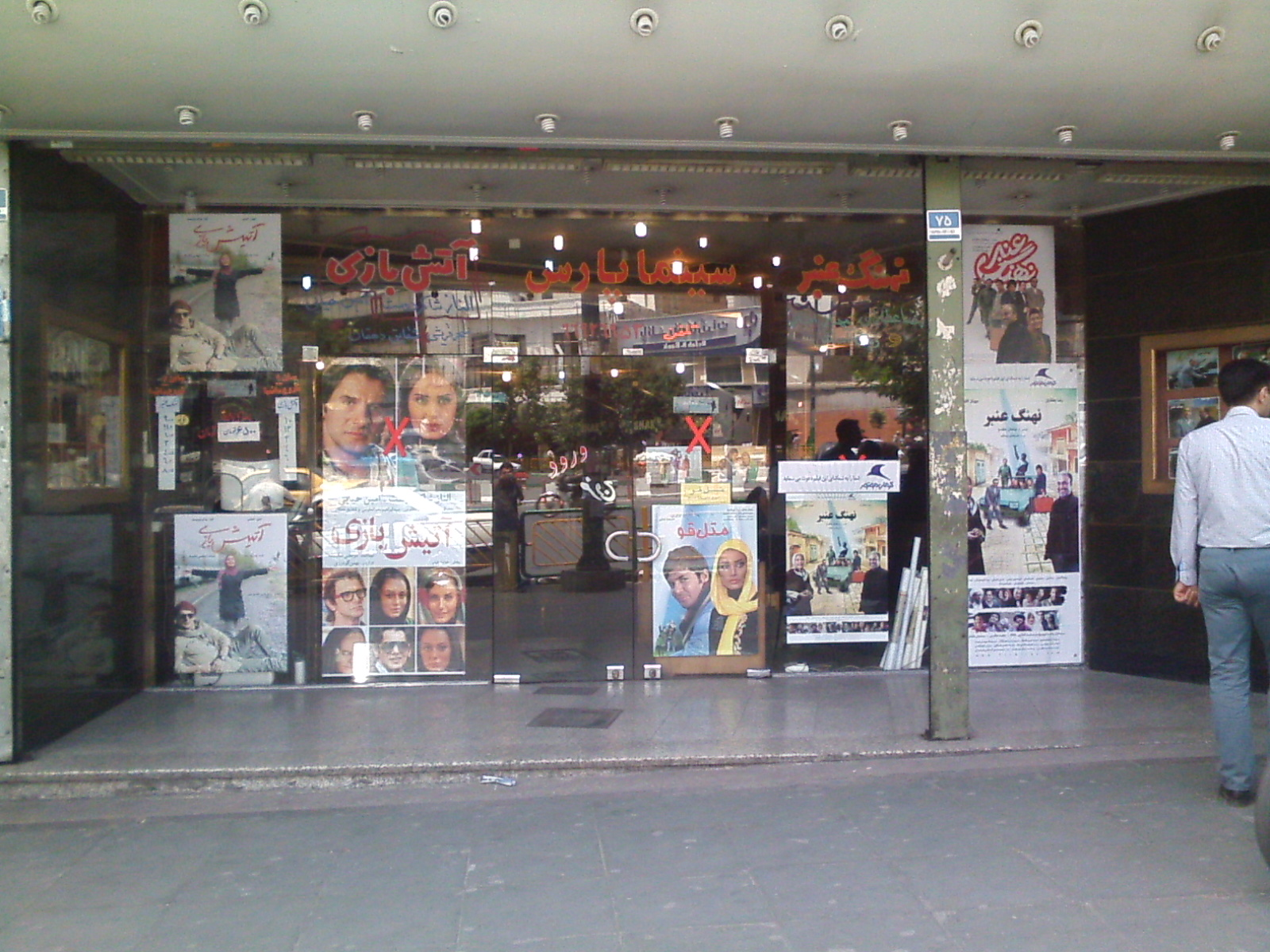
گیشه فروش بلیط
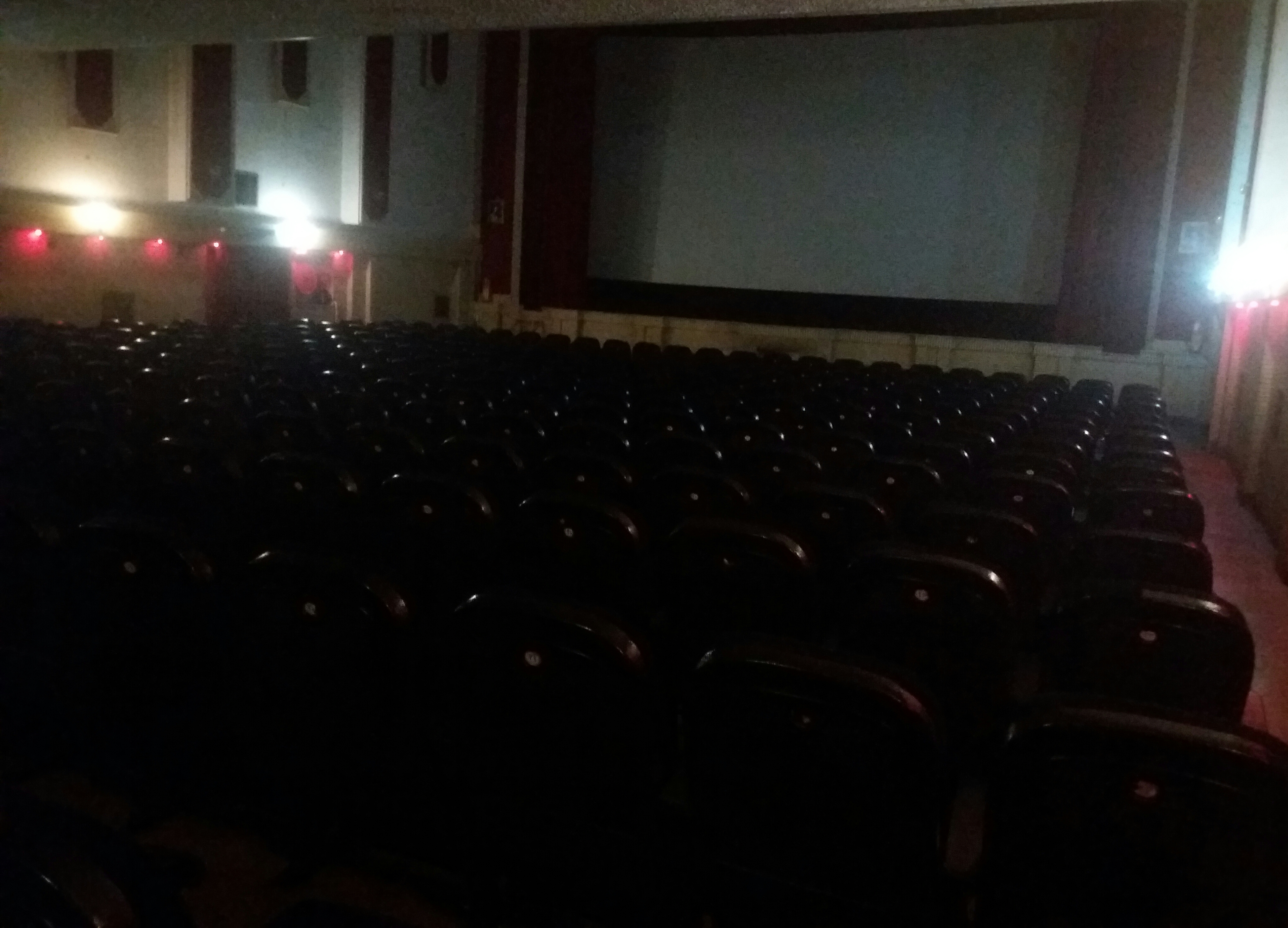
داخل سالن شماره ۱